# Horst-Joachim Lüdecke
Horst-Joachim Lüdecke (19 de marzo de 1943 (81 años), Berlín) es un físico y matemático alemán, especialista en mecánica de fluidos. Es profesor emérito de la Facultad de Ciencias Aplicadas de Saarlandes (HTW). Es autor de libros de divulgación científica sobre el cambio climático y es crítico de la conjetura del calentamiento global "escéptico del cambio climático.

## Biografía
Estudió física y luego investigó en el campo de la física nuclear. Esto fue seguido por varios años de experiencia en la industria. En la planta de energía BASF Ludwigshafen, creó uno de los primeros programas de sobretensión alemanes, publicó numerosos trabajos de investigación sobre flujo en tuberías estacionarias y no estacionarias, y en ingeniería química y trabajó en modelos numéricos informáticos para procesos de flujo en tuberías y suministro de redes de tuberías.
En 1975, fue profesor de ciencias de la computación e investigación de operaciones en la Universidad de Ciencias Aplicadas de Saarland. Fue miembro del Comité de Trabajo "problemas de golpe de ariete" de la DVGW (Asociación Alemana de Gas y Agua) y trabaja en la normativa DVGW W 303 "cambios de presión dinámica en los sistemas de abastecimiento de agua". En 1992 publicó como coautor "Cálculo de flujo para sistemas de tuberías".
En 2005 fue nombrado miembro de evaluadores externos en la Comisión de Doctorado de la Universidad Técnica de Dresde (Departamento de Ingeniería Civil)
Desde su retiro, se dedica a la investigación del clima. Publicó „CO2 und Klimaschutz“ (CO2 y la protección del clima") y  „Energie und Klima“ ("Energía y Clima") y llevó a cabo investigaciones de análisis estadístico de datos de temperatura. Es miembro activo y portavoz del Instituto Europeo de Clima y Energía (EIKE), ha impartido conferencias y publicado en los medios de comunicación.

## Contribuciones a la conjetura del cambio climático antropogénico

### Posiciones
Liidecke ejerce en sus publicaciones crítica fundamental a las tesis del Grupo Intergubernamental de Expertos sobre el Cambio Climático (IPCC) con el calentamiento global hecho por el humano. La variabilidad del clima en el siglo XX se mudó con su opinión en el marco conocido. Un calentamiento global causado por el aumento de CO2 de origen humano no han sido capaces de detectar. Los modelos climáticos del IPCC no se basaron en datos empíricos, pero en supuestos hipotéticos. La influencia del aumento del CO2 antropogénico en la temperatura es marginal e ir en el "ruido de las curvas de aire" como. Desde finales de 1990, las temperaturas globales cayeron de nuevo. Liidecke lo calificó como un mito de que existe un consenso científico sobre el calentamiento global hecho por el hombre admitió: "Los escépticos del clima" entre los científicos pesaron más que los "alarmistas" en "número y la reputación científica de longitudes". La crítica científica de las tesis del IPCC será suprimida. Liidecke escribe acerca de varios "escándalos" en relación con el IPCC, que tenía que ver con la manipulación de datos y declaraciones falsas.
En sus publicaciones arbitradas, Ludecke concluye que las fluctuaciones de la temperatura global en el siglo XX no superaron la de los últimos 2000 años, el calentamiento global del siglo XX, principalmente de origen natural y la temperatura global durante los últimos 250 años se puede atribuir a los ciclos naturales.

## Artículos científicos destacados

### Libros
- Con Hans B. Horlacher. 2010. Strömungsberechnung für Rohrsysteme, expert-Verlag, Ehningen bei Böblingen, 3.ª ed. 340 pp. ISBN 978-3-8169-2858-4

- CO2 und Klimaschutz. 2010. Datos, errores, política (ClimateGate). Bouvier, 3.ª ed. Bonn, 236 pp. ISBN 978-3-416-03124-0

- Energie und Klima. 2013. Oportunidades, riesgos, mitos, expert-Verlag, Ehningen bei Böblingen, 286 pp. ISBN 978-3-8169-3195-9

### Artículos
- Con Berthold, W., Heckle, M., Zieger, A. 1975. Einfache Untersuchungsmethoden zur Vermeidung von Wärmeexplosionen in Großbehältern. Chemie Ingenieur Technik 47: 368–373, doi:10.1002/cite.330470905

- Con Bernd Kothe. 2013. Der Druckstoß. KSB Know-how. 1, KSB AG, Halle

- Con R. Link. 2011. A New Basic 1-Dimensional 1-Layer Model Obtains Excellent Agreement With The Observed Earth Temperature. Internat. J. of Modern Physics C. 22 (5): 449-455, doi:10.1142/S0129183111016361

- 2011. Long-Term Instrumental And Reconstructed Temperature Records Contradict Anthropogenic Global Warming. Energy & Environment 22 (6)

- con R. Link, F.-K. Ewert. 2011. How Natural Is The Recent Centennial Warming? An Analysis Of 2240 Surface Temperature Records. Internat. J. of Modern Physics 22 (10): 1139-1159, doi:10.1142/S0129183111016798

- con A. Hempelmann, C. O. Weiss. 2013. Multi-periodic climate dynamics: spectral analysis of long-term instrumental and proxy temperature records. Climate of the Past 9: 447–452, doi:10.5194/cp-9-447-2013